# USS Greeneville (SSN-772)
| «Грінвілл»                 | «Грінвілл» | «Грінвілл» |
| -------------------------- | --- | --- |
| USS Greeneville (SSN-772)  | | |
|                            | | |
|                            | | |
| Порт приписки              | Перл-Гарбор, Гаваї, США                                                                                         | Перл-Гарбор, Гаваї, США                                                                                         |
| Спуск на воду              | 17 вересня 1994 року                                                                                            | 17 вересня 1994 року                                                                                            |
| Сучасний статус            | в активній службі                                                                                               | в активній службі                                                                                               |
| Проєкт                     | | |
| Тип ПЧ                     | ПЧАРК | ПЧАРК |
| Класифікація НАТО          | Los Angeles class                                                                                               | Los Angeles class                                                                                               |
| Основні характеристики     | | |
| Швидкість (надводна)       | 15 вузлів | 15 вузлів |
| Швидкість (підводна)       | 32 вузла | 32 вузла |
| Робоча глибина занурення   | 240 метрів | 240 метрів |
| Екіпаж                     | 122 (12 офіцерів)                                                                                               | 122 (12 офіцерів)                                                                                               |
| Розміри                    | | |
| Довжина найбільша (по КВЛ) | 110,3 метра | 110,3 метра |
| Ширина корпусу найб.       | 10 метрів | 10 метрів |
| Середня осадка (по КВЛ)    | 9,4 метра | 9,4 метра |
| Водотоннажність надводна   | 6096 тонн | 6096 тонн |
| Озброєння                  | | |
| Торпедно- мінне озброєння  | 4х533-мм торпедні апарати, призначені для стрільби торпедами Mk.46, Mk.48, а також ракетами Harpoon (6-8 ракет) | 4х533-мм торпедні апарати, призначені для стрільби торпедами Mk.46, Mk.48, а також ракетами Harpoon (6-8 ракет) |
| Ракетне озброєння          | 12 вертикальних шахт, призначених для пусків ракет Harpoon і Tomahawk.                                          | 12 вертикальних шахт, призначених для пусків ракет Harpoon і Tomahawk.                                          |

«Грінвілл» (англ. USS Greeneville (SSN-772)) — багатоцільовий атомний підводний човен, є 61-тим в серії з 62 підводних човнів типу «Лос-Анджелес», побудованих для ВМС США. Він став першим кораблем ВМС США з такою назвою, Підводний човен названий на честь міста Грінвілл, штат Теннессі, батьківщини 17-го президента США Ендрю Джонсона. Призначений для боротьби з підводними човнами і надводними кораблями противника, а також для ведення розвідувальних дій, спеціальних операцій, перекидання спецпідрозділів, нанесення ударів, мінування, пошуково-рятувальних операцій. Субмарина належить до третьої серії (Flight III) модифікації підводних човнів типу «Лос-Анджелес».

## Історія створення
Контракт на будівництво був присуджений 14 грудня 1988 року компанії Newport News Shipbuilding, сухий док якої розташований в Ньюпорт-Ньюс, штат Вірджинія. Церемонія закладання кіля відбулася 28 лютого 1992 року. 17 вересня 1994 року відбулася церемонія хрещення і спуску на воду. Хрещеною матір'ю стала Тіппер Ґор, друга леді США в період з 1993 по 2001 рік, дружина Альберта Ґора, 45-го віце-президента Сполучених Штатів Америки. Субмарина введена в експлуатацію 16 лютого 1996 року на військово-морській базі в Норфолк. Порт приписки Перл-Гарбор, Гаваї.

## Історія служби

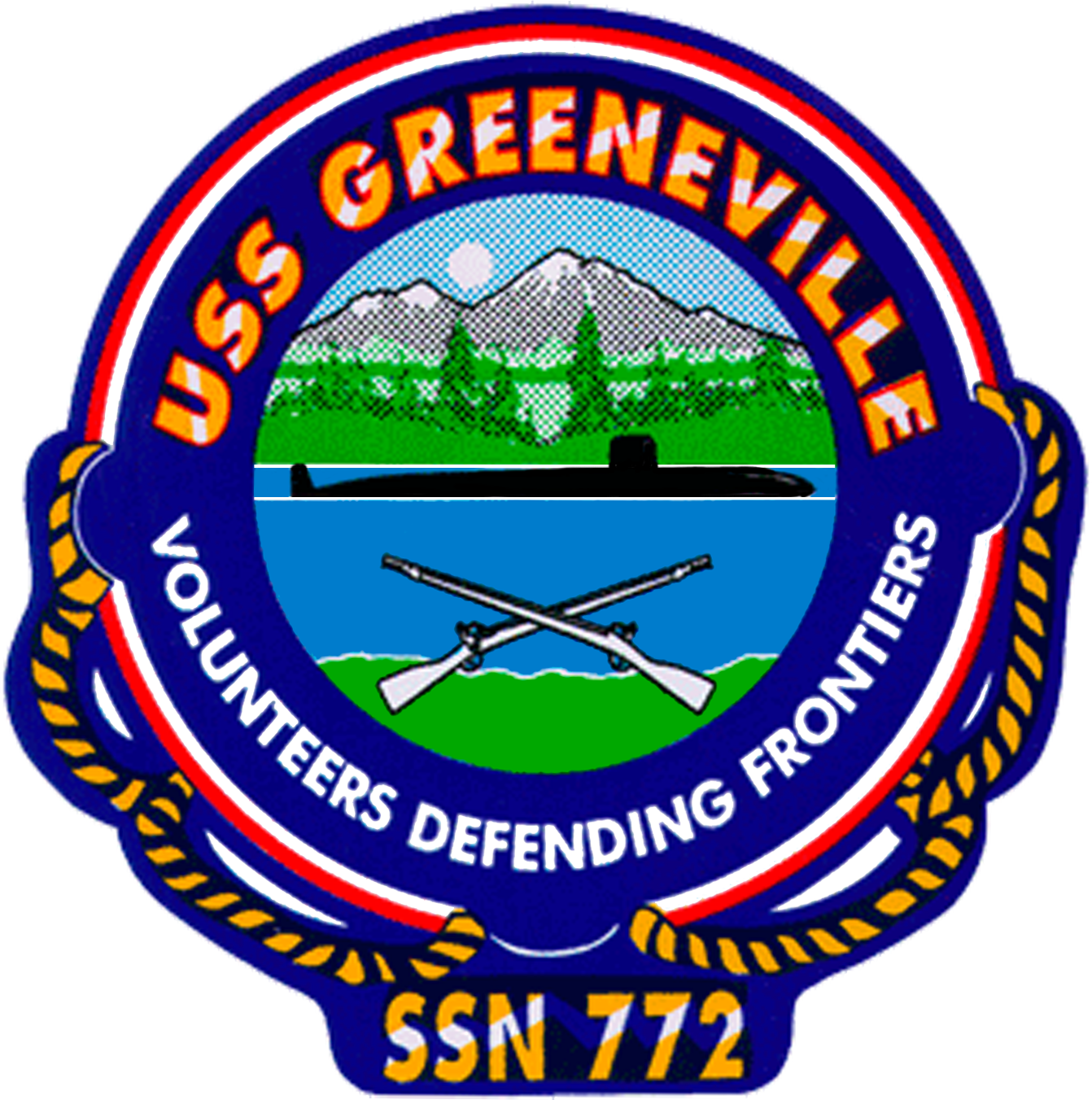
Емблема човна

Функціональні випробування човна проводились біля східного узбережжя США з лютого по липень 1996 року. Під час якого покращились шумоізоляція та надійність технологій на борту. Також човен був модернізований для транспортування глибоководних рятувальних підводних човнів.
9 лютого 1997 року підводний човен покинув верф в Ньюпорт-Ньюс для морських випробувань після завершення обмеженого ремонту. 4 березня покинув Норфолк для транзитного переходу в порт приписки Перл-Гарбор, Гаваї, куди прибув 11 квітня.
22 липня 1998 року покинув порт приписки Перл-Гарбор для свого першого розгортання в західній частині Тихого океану, з якого повернувся 22 січня 1999 року.
З 25 травня по 2 серпня 2000 року човен було розгорнуто в східній частині Тихого океану. 13 вересня прибув в сухий док № 2 військово-морської верфі в Перл-Гарбор для проходження тримісячного докового ремонту. З 19 по 20 грудня проходив морські випробування.
9 лютого 2001 року під час проведення повсякденних операцій приблизно в 9 милях на південь від Дайамонд-Хед, Гонолулу, Гаваї, човен зіткнувся з японським траулером «Ehime Maru», який затонув через 5 хвилин після зіткнення. Траулер був навчальним кораблем японської рибальської школи, на борту якого перебувало 13 студентів і викладачів. Всього на борту знаходилося 35 осіб, 26 з яких були врятовані відразу. 12 з них отримали незначні травми. В результаті аварії 9 людей загинули, серед них чотири 17-ти літніх студента, два викладача і три члени екіпажу траулера. 20 лютого підводний човен прибув в сухий док в Перл-Гарбор для оцінки збитку. З 11 по 12 квітня проходив морські випробування. 15 серпня покинув Перл-Гарбор для запланованого розгортання в західній частині Тихого океану. 27 серпня човен сів на мілину при вході в порт в Сайпан, Північні Маріанські острови. З 28 серпня по 21 вересня перебував на ремонті на військово-морській базі Апра, острів Гуам, Тихий океан. 23 грудня прибула з чотириденним візитом в Манамі, Бахрейн. 27 січня 2002 року підводний човен і десантний транспортний док USS «Ogden» (LPD 5) зіткнулися в міжнародних водах в Аравійському морі. В результаті зіткнення кораблі отримали незначні пошкодження, про потерпілих не повідомлялося. 3 березня субмарина повернулася в порт приписки після завершення розгортання в зоні відповідальності 5-го і 7-го флоту США.
03 вересня 2003 року човен залишив порт приписки для запланованого розгортання в складі експедиційної ударної групи універсального десантного корабля USS «Peleliu» (LHA 5) в зоні відповідальності 5-го і 7-го флоту, з якого повернувся 27 лютого 2004 року.
У період з 25 по 27 березня 2006 року в гавайських водах човен взяв участь у серії навчань проти підводних бойових дій. В навчаннях взяли участь інші атомні підводні човни — «Сівулф», «Шаєнн», «Тусон» та «Пасадена».
17 листопада 2006 року покинула порт приписки для запланованого розгортання в західній частині Тихого океану, з якого повернулася 17 травня 2007 року. 15 жовтня покинула порт приписки і попрямував на верф Портсмут ВМС США в Кіттері, штат Мен, для проходження модернізації, яка була завершена протягом 15 місяців. 14 листопада 2008 року покинув сухий док на тиждень раніше запланованого терміну.
З 2010 року підводний човен несе службу в запланованих розгортаннях в західній частині Тихого океану.